# Оскар Кубіца
Оскар Кубіца (нім. Oskar Kubitza; 10 липня 1891, Вігштадтль — 15 листопада 1942) — австро-угорський, австрійський і німецький офіцер, генерал-майор вермахту.

## Біографія
18 серпня 1912 року вступив в австро-угорську армію. Учасник Першої світової війни, після завершення якої продовжив службу в австрійській армії. З 27 листопада 1938 року — начальник штабу командування добровольчого ополчення Австрійської самооборони. Після аншлюсу 15 березня 1938 року автоматично перейшов у вермахт. 1 квітня 1938 року переведений в Генштаб армійського командування 5. 5 липня 1938 року відряджений в інспекцію Західних укріплень, 10 листопада 1938 року призначений в штаб інспекції. 26 серпня 1938 року відправлений в штаб поповнення «Захід». З 10 лютого 1941 року — командир 518-го інженерного полку. З 11 січня 1942 року — інспектор фортечних інженерних частин 4. З 1 червня 1942 року — командир інженерних частин 4-ї армії. Загинув в авіакатастрофі.

## Звання
- Лейтенант (18 серпня 1912)
- Оберлейтенант (1 січня 1915)
- Гауптман (1 травня 1918)
- Штабсгауптман (26 вересня 1923)
- Майор (14 грудня 1926)
- Оберстлейтенант (16 січня 1933)
- Оберст (23 вересня 1933)
- Генерал-майор (1 листопада 1942)

## Нагороди
- Срібна і бронзова медаль «За військові заслуги» (Австро-Угорщина) з мечами
- Хрест «За військові заслуги» (Австро-Угорщина) 3-го класу з військовою відзнакою і мечами
- Почесний знак Австрійського Червоного Хреста 2-го класу з військовою відзнакою
- Військовий Хрест Карла
- Медаль «За поранення» (Австро-Угорщина) з однією смугою
- Пам'ятна військова медаль (Австрія) з мечами
- Орден Данеброг, лицарський хрест (Данія)
- Пам'ятна військова медаль (Угорщина) з мечами
- Орден Заслуг (Австрія), лицарський хрест 1-го класу
- Хрест «За вислугу років» (Австрія) 2-го класу для офіцерів (25 років)
- Почесний хрест ветерана війни з мечами
- Медаль «За вислугу років у Вермахті» 4-го, 3-го, 2-го і 1-го класу (25 років)
- Нагрудний знак «За поранення» в чорному